# Pentosefosfaatcascade
De pentosefosfaatcascade (ook wel hexosemonofosfaatshunt) is een proces waarmee NADPH en pentose gegenereerd worden. Er zijn twee fases in deze cascade: de oxidatieve, waar NADPH wordt gegenereerd, en de niet-oxidatieve synthesefase van pentoses. 
Het gevormde NADPH wordt gebruikt voor biosynthetische cascades zoals voor de synthese van vetzuren en steroïden. 
Pentosesuikers zijn essentiële componenten van nucleotiden en nucleïnezuren. Daarnaast worden de reducerende moleculen gebruikt om oxidatieve stress te voorkomen.

Oxidatieve fase van de pentosefosfaatcascade.
Glucose-6-fosfaat (1), 6-fosfoglucono-δ-lacton (2), 6-fosfogluconaat (3), ribulose 5-fosfaat (4).